# Gnathochorisis meridionator
Gnathochorisis meridionator là một loài tò vò trong họ Ichneumonidae.